# Vladimir Voronin
Vladimir Nicolae Voronin (em russo: Владимир Николаевич Воронин) (n. 25 de maio de 1941, em Corjova) é um engenheiro, economista e político moldávio. Foi presidente da Moldávia entre 2001 e 2009, pertencente ao PCRM. Voronin foi o primeiro chefe de estado comunista democraticamente eleito da Europa, depois que se dissolveu o bloco socialista (o segundo foi Dimítris Christófias, de Chipre).
Voronin renunciou à Presidência da República em 2009, depois das eleições parlamentares de julho daquele ano, quando seu partido perdeu a maioria no Parlamento, e da crise que se seguiu. Forças de oposição acusaram o governo de prender e torturar manifestantes que protestavam pacificamente, enquanto Voronin denunciava a suposta intenção dos partidos conservadores de reintegrar a Moldávia à Romênia, atentando contra a soberania do país. A 11 de setembro, Voronin deixou a Presidência, que ficou a cargo do presidente do Partido Liberal e do Parlamento moldávio, Mihai Ghimpu.